# Ellis County, Oklahoma
Ellis County är ett administrativt område i delstaten Oklahoma, USA, med 4 151 invånare. Den administrativa huvudorten (county seat) är Arnett.

## Geografi
Enligt United States Census Bureau har countyt en total area på 3 190 km². 3 183 km² av den arean är land och 7 km² är vatten.

### Angränsande countyn
- Harper County - nord
- Woodward County - öst
- Dewey County - sydost
- Roger Mills County - syd
- Hemphill County, Texas - sydväst
- Lipscomb County, Texas - väst
- Beaver County - nordväst

### Orter
- Arnett (huvudort)
- Fargo
- Gage
- Shattuck